# (2354) Lavrov
(2354) Lavrov (1978 PZ3) – planetoida z pasa głównego asteroid okrążająca Słońce w ciągu 4,52 lat w średniej odległości 2,73 au. Odkryta 9 sierpnia 1978 roku.